# Boris Veretelnikov
Boris Veretelnikov (Oekraïens: Борис Веретельник) was een landarbeider en revolutionair uit Goeljaj-Pole in Oekraïne. Hij werkte ook in een plaatselijke metaalgieterij en daarna in de Putilovfabriek in Sint-Petersburg.

## Levensloop
Veretelnikov was een getalenteerd spreker en organisator en nam deel aan alle facetten van de Russische Revolutie. In 1918 keerde hij terug naar Goeljaj-Pole en concentreerde hij zich vooral op propaganda. Hij was de tijdelijke commandant der strijdkrachten van het Revolutionair Opstandsleger van Oekraïne. In juni 1919 vertrok hij met een haastig gevormde eenheid om Goeljaj-Pole te verdedigen tegen Anton Denikin. Ongeveer 15 kilometer van Goeljaj-Pole, nabij Svyatodukhovka, werd hij ingesloten en sneuvelde met zijn volledige eenheid. Hij liet een vrouw en kinderen achter.